# Ясинуватський район
48°7′ пн. ш. 37°51′ сх. д. / 48.117° пн. ш. 37.850° сх. д.
Ясинува́тський райо́н — колишня адміністративно-територіальна одиниця в центральній частині Донецької області, на північ від міста Донецьк. Адміністративний центр — місто обласного значення Ясинувата (не входить до складу району). Населення становило 27 718 (на 1.08.2013). Площа — 809 км².

## Загальні відомості

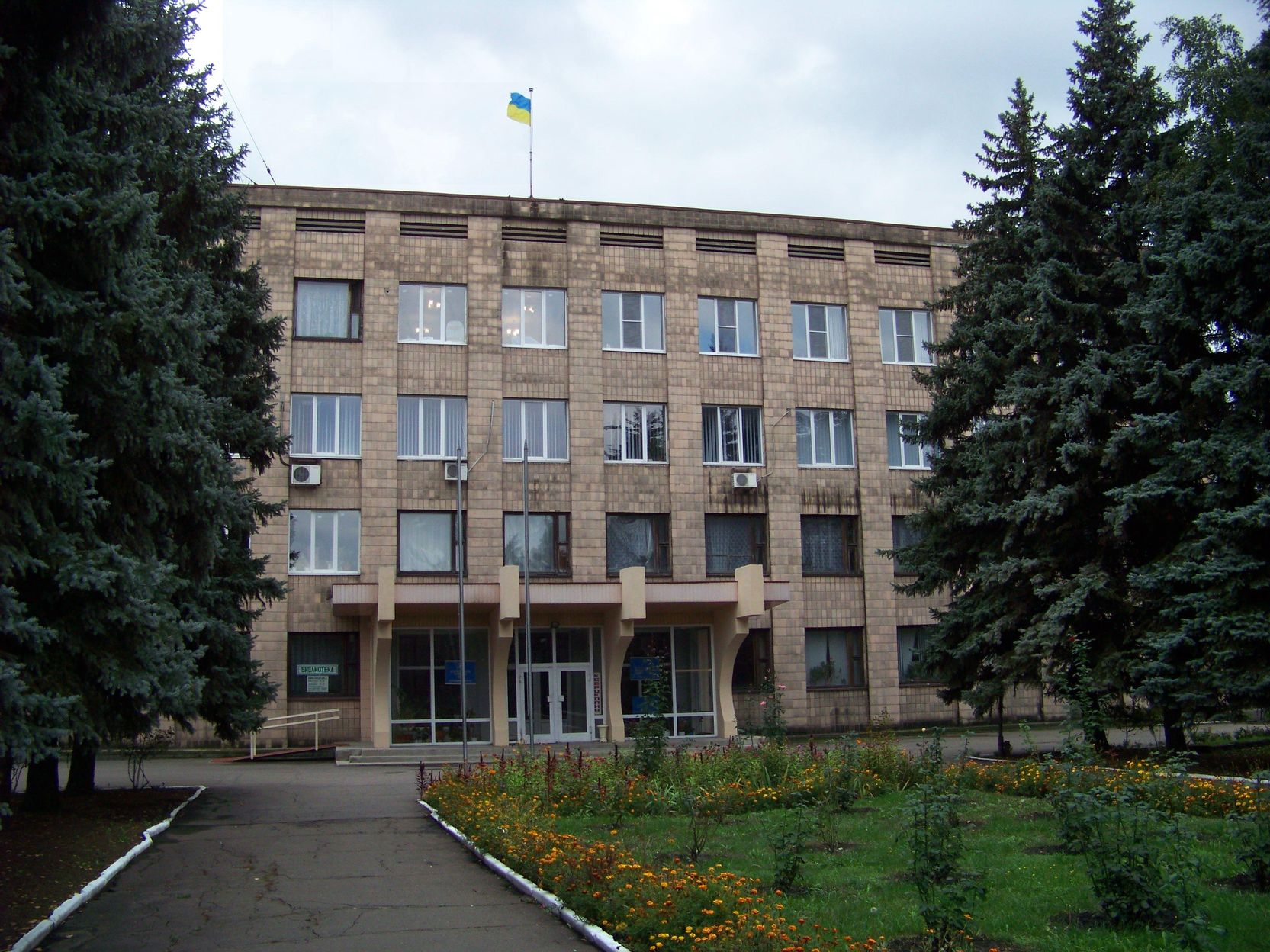
Будинок адміністрації Ясинуватського району

Район охоплює 47 населених пунктів, у яких проживає 29,2 тис. жителів, з яких 8,9 тис. — населення селищ міського типу, а 20,3 тис. — сільське населення.
Загальна земельна площа становить 80,9 тис. гектарів, 66,9 тис. — сільгоспугіддя, у тому числі 55,5 тис. гектарів — ріллі.
Ясинуватський район містить у собі 3 селищних і 9 сільських рад.
Заснований 1965 року

## Адміністративний устрій
Адміністративно-територіально район поділяється на 3 селищні ради та 9 сільських рад, які об'єднують 47 населені пункти та підпорядковані Ясинуватській районній раді. Адміністративний центр — місто Ясинувата.

## Населення
Розподіл населення за віком та статтю (2001):
| Стать | Всього | До 15 років | 15-24 | 25-44 | 45-64 | 65-85 | Понад 85 |
| --- | ------ | ----------- | ----- | ----- | ----- | ----- | -------- |
| Чоловіки | 14 020 | 2298        | 2216  | 4195  | 3598  | 1634  | 79       |
| Жінки | 16 143 | 2200        | 2086  | 3993  | 4420  | 3123  | 321      |
| \| Статево-вікова піраміда \| Статево-вікова піраміда \| Статево-вікова піраміда \| \| ----------------------- \| ----------------------- \| ----------------------- \| \| Чоловіки \| Вік \| Жінки \| \| 79 \| 85 + \| 321 \| \| 103 \| 80-84 \| 326 \| \| 268 \| 75-79 \| 800 \| \| 635 \| 70-74 \| 1101 \| \| 628 \| 65-69 \| 896 \| \| 1007 \| 60-64 \| 1542 \| \| 545 \| 55-59 \| 715 \| \| 909 \| 50-54 \| 937 \| \| 1137 \| 45-49 \| 1226 \| \| 1294 \| 40-44 \| 1240 \| \| 1051 \| 35-39 \| 1036 \| \| 887 \| 30-34 \| 836 \| \| 963 \| 25-29 \| 881 \| \| 1096 \| 20-24 \| 964 \| \| 1120 \| 15-20 \| 1122 \| \| 1067 \| 10-14 \| 1051 \| \| 696 \| 5-9 \| 653 \| \| 535 \| 0-4 \| 496 \| |        |             |       |       |       |       |          |
| Статево-вікова піраміда |        |             |       |       |       |       |          |
| Чоловіки | Вік    | Жінки       |       |       |       |       |          |
| 79 | 85 +   | 321         |       |       |       |       |          |
| 103 | 80-84  | 326         |       |       |       |       |          |
| 268 | 75-79  | 800         |       |       |       |       |          |
| 635 | 70-74  | 1101        |       |       |       |       |          |
| 628 | 65-69  | 896         |       |       |       |       |          |
| 1007 | 60-64  | 1542        |       |       |       |       |          |
| 545 | 55-59  | 715         |       |       |       |       |          |
| 909 | 50-54  | 937         |       |       |       |       |          |
| 1137 | 45-49  | 1226        |       |       |       |       |          |
| 1294 | 40-44  | 1240        |       |       |       |       |          |
| 1051 | 35-39  | 1036        |       |       |       |       |          |
| 887 | 30-34  | 836         |       |       |       |       |          |
| 963 | 25-29  | 881         |       |       |       |       |          |
| 1096 | 20-24  | 964         |       |       |       |       |          |
| 1120 | 15-20  | 1122        |       |       |       |       |          |
| 1067 | 10-14  | 1051        |       |       |       |       |          |
| 696 | 5-9    | 653         |       |       |       |       |          |
| 535 | 0-4    | 496         |       |       |       |       |          |

Національний склад населення району за переписом 2001 року
|          | чисельність | частка |
| українці | 21 009      | 69,3 % |
| росіяни  | 8 295       | 27,4 % |
| білоруси | 300         | 1,0 %  |

Етномовний склад сільських та міських рад району (рідна мова населення) за переписом 2001 року, у відсотках
|                              | російська | українська | білоруська | вірменська | циганська |
| Ясинуватський район          | 58,2      | 41,0       | 0,1        | 0,1        | 0,1       |
| ---------------------------- | --------- | ---------- | ---------- | ---------- | --------- |
| смт Верхньоторецьке          | 60,4      | 38,8       | 0,3        | 0,1        | 0,2       |
| смт Желанне                  | 50,5      | 48,4       | 0,1        |            | 0,1       |
| смт Керамік                  | 24,4      | 75,2       | 0,2        |            |           |
| смт Очеретине                | 54,5      | 44,7       | 0,1        | 0,3        | 0,2       |
| Красногорівська сільрада     | 69,2      | 25,5       |            | 0,3        |           |
| Новобахмутівська сільрада    | 49,3      | 50,6       |            |            |           |
| Новоселівська Перша сільрада | 24,7      | 75,2       |            |            |           |
| Орлівська сільрада           | 60,7      | 38,3       | 0,1        | 0,0        |           |
| Первомайська сільрада        | 61,5      | 37,9       | 0,0        | 0,2        |           |
| Пісківська сільрада          | 73,0      | 26,4       |            | 0,0        |           |
| Розівська сільрада           | 26,2      | 73,0       | 0,7        |            |           |
| Соловйовська сільрада        | 28,0      | 71,2       | 0,1        | 0,1        |           |
| Спартаківська сільрада       | 68,4      | 31,1       | 0,2        | 0,2        |           |

## Персоналії
Уродженцем району є художник, офіцер Армії УНР Подушко Зиновій Григорович.

## Промисловість
На території Ясинуватського району розташовані 18 сільськогосподарських підприємств, які у користуванні мають 43,1 тис. гектарів ріллі, або 93,4 % від загальної площі сільськогосподарських земель.
Питома вага орних земель в структурі сільськогосподарських угідь понад 83 %, зрошувані землі складають 7,3 % від площі ріллі.
У галузі функціонує 22 фермерських господарства, в користуванні яких знаходиться 1505 гектарів ріллі. У сільськогосподарському виробництві зайнято понад 1458 чоловік.

## Транспорт
Територією району проходять:
- автошляхи:
  - автошлях E50М04;
  - автошлях Т 0505.
- залізничні маршрути:
  - Ясинувата — Донецьк;
  - Ясинувата — Авдіївка;
  - Донецьк — Авдіївка;
  - Авдіївка — Покровськ;
  - тощо.

## Наука
Науковий потенціал району представляють Донецький інститут агропромислового виробництва Української Академії аграрних наук, Донецька дослідна станція Інституту овочівництва і баштанництва Української Академії аграрних наук (с. Опитне), Державне підприємство "Дослідне господарство «Донецьке» Національного наукового центру Інституту ґрунтознавства та агрохімії ім. О. Н. Соколовського, які працюють над виконанням науково-технічних програм.